# Jim Chones
James Bernett "Jim" Chones (Racine, Wisconsin; 30 de noviembre de 1949) es un exjugador de baloncesto estadounidense que jugó ocho temporadas en la NBA, dos más en la ABA y una última en la liga italiana. Con 2,03 metros de estatura, lo hacía en la posición de pívot.

## Trayectoria deportiva

### Universidad
Jugó durante tres temporadas con los Warriors de la Universidad Marquette, en las que promedió 17,0 puntos y 12,0 rebotes por partido. En 1971 lideró a los Warriors consiguiendo 28 victorias y 1 derrota, consiguiendo invitación para disputar el Torneo de la NCAA. Al año siguiente el equipo tuvo un arranque perfecto, ganando sus 21 primeros partidos. Chones lideró al mismo en anotación con 20,5 puntos y en rebotes, con 11,9 por partido. Esa temporada fue incluido en el primer equipo All-American. Un año antes de terminar su ciclo universitario decidió dar el salto al profesionalismo, siendo en ese momento el segundo jugador que abandonaba la universidad antes de graduarse en la historia de la NCAA.

### Selección nacional
Fue convocado con la selección de baloncesto de Estados Unidos para disputar los Juegos Panamericanos de 1971 en Cali, Colombia, donde jugó tres partidos.

### Profesional
Como las normas de la NBA impedían a un jugador universitario presentarse al draft sin haber cumplido el ciclo de 4 años, tuvo que hacerlo en el de la ABA, donde fue elegido en primera ronda por New York Nets. En su primera temporada como profesional, a las órdenes de Lou Carnesecca, promedió 11,4 puntos y 7,1 rebotes por partido, que le sirvieron para ser incluido en el mejor quinteto de rookies de la ABA.
Al año siguiente fue traspasado a Carolina Cougars a cambio de dinero y una futura elección en el draft. Allí se convirtió en el pívot titular, siendo uno de los jugadores más destacados del equipo, promediando 14,8 puntos y 7,8 rebotes por partido. A pesar de ello, fue despedido al término de la temporada. Mientras tanto, Los Angeles Lakers, que habían elegido al jugador en la trigésimo primera posición del Draft de la NBA de 1973, habían traspasado sus derechos a Cleveland Cavaliers a cambio de una futura primera ronda del draft. Su irrupción en la liga no pudo ser más positiva, jugando como titular desde el primer momento, siendo en mejor reboteador del equipo, con 9,4 capturas por encuentro, y el segundo mejor anotador, con 14,5 puntos. Su actuación no pasó desapercibida para nadie, siendo incluso uno de los 22 jugadores con votos en la elección del MVP de la temporada.
Al año siguiente batió su récord de anotación en una temporada, con 15,8 puntos por partido, a los que añadió 9,0 rebotes, 2,0 asistencias y 1,1 tapones, que le volvieron a situar en la lista de votados del mejor jugador de la temporada, acabando en la novena posición y recibiendo incluso dos votos como MVP. Jugó tres temporadas más en los Cavs a un gran nivel, en las dos últimas incluso promediando un doble-doble, hasta que en la temporada 1979-80 fue traspasado al equipo que lo eligió en el draft, los Lakers, a cambio de Dave Robisch y una futura tercera ronda del draft.
Allí se encontró con un equipo plagado de estrellas, como Kareem Abdul-Jabbar, Magic Johnson o Norm Nixon, pero se hizo un hueco en el quinteto titular desplazando del mismo a Spencer Haywood. Colaboró con 10,6 puntos y 6,9 rebotes por partido en la consecución del que iba a ser su único anillo de campeón de la NBA, tras derrotar en las Finales a Philadelphia 76ers por 4-2, donde tuvo una destacada actuación en el último y definitivo partido, sujetando al pívot de los Sixers Darryl Dawkins, al que dejó en 14 puntos y tan solo 4 rebotes, mientras él conseguía 11 puntos y 10 rebotes.
Al año siguiente volvió a tener una destacada actuación, promediando 10,8 puntos y 8,0 rebotes por partido, pero el equipo no pasó de la primera ronda en los playoffs, reestructurando el mismo y del que se iba a quedar fuera Chones, ya con 31 años, que sería traspasado a Washington Bullets junto con Brad Holland a cambio de que éstos no ejerciesen sus derechos sobre el agente libre veterano Mitch Kupchak. Pero llegó a un equipo en el cual la competencia en su puesto era muy grande, con jugadores de la talla de Jeff Ruland, el joven Rick Mahorn o de nuevo Spencer Haywood, que había llegado ese año también al equipo capitalino. Sus minutos en pista se vieron reducidos a poco más de 14 por partido, y sus estadísticas lo notaron, bajando hasta los 3,1 puntos y 3,1 rebotes.
Tras ser despedido antes del comienzo de la temporada 1982-83, decidió prolongar su carrera deportiva un año más, fichando por el Farrow's Firenze de la Serie A2 italiana, donde promedió 20,3 puntos y 11,2 rebotes por partido. Al año siguiente fichó por el Banco di Roma, pero no llegó a debutar en la competición.
En 1991, en la celebración del vigésimo aniversario del nacimiento de los Cleveland Cavaliers, los aficionados lo incluyeron en el "Classic Cavs Team", el mejor quinteto de la historia del equipo hasta ese momento.

## Estadísticas de su carrera en la NBA

### Temporada regular
| Temporada | Edad | Equipo              | Liga  | P   | TIT | MIN  | TC  | TCA  | %TC  | 3P  | 3PA | %3P  | TL  | TLA | %TL  | R.OF. | R.DEF. | REB  | ASIS | ROB | TAP | PER | FP  | PTS  |
| 1972-73   | 23   | New York Nets       | ABA   | 82  |     | 26.3 | 4.8 | 9.4  | .514 | 0.0 | 0.0 | .000 | 1.7 | 2.9 | .592 | 1.7   | 5.4    | 7.1  | 1.2  |     |     | 2.6 | 3.5 | 11.4 |
| 1973-74   | 24   | Carolina Cougars    | ABA   | 83  |     | 28.8 | 6.4 | 12.3 | .526 | 0.0 | 0.0 | .000 | 1.9 | 3.0 | .615 | 2.3   | 5.5    | 7.8  | 1.4  | 0.7 | 1.6 | 2.5 | 4.2 | 14.8 |
| 1974-75   | 25   | Cleveland Cavaliers | NBA   | 72  |     | 33.7 | 6.2 | 12.7 | .487 |     |     |      | 2.1 | 3.1 | .679 | 2.2   | 7.2    | 9.4  | 1.8  | 0.7 | 1.7 |     | 3.4 | 14.5 |
| 1975-76   | 26   | Cleveland Cavaliers | NBA   | 82  |     | 33.4 | 6.9 | 15.3 | .448 |     |     |      | 2.1 | 3.2 | .662 | 2.4   | 6.6    | 9.0  | 2.0  | 0.5 | 1.1 |     | 2.9 | 15.8 |
| 1976-77   | 27   | Cleveland Cavaliers | NBA   | 82  |     | 29.0 | 5.5 | 11.9 | .463 |     |     |      | 1.9 | 2.6 | .731 | 2.5   | 5.9    | 8.4  | 1.3  | 0.4 | 0.9 |     | 3.1 | 12.9 |
| 1977-78   | 28   | Cleveland Cavaliers | NBA   | 82  |     | 35.4 | 6.4 | 13.6 | .472 |     |     |      | 2.2 | 3.0 | .720 | 2.7   | 7.6    | 10.3 | 1.6  | 0.6 | 0.7 | 2.2 | 2.9 | 15.0 |
| 1978-79   | 29   | Cleveland Cavaliers | NBA   | 82  |     | 34.8 | 5.8 | 13.1 | .440 |     |     |      | 1.9 | 2.6 | .735 | 3.2   | 7.1    | 10.3 | 2.2  | 0.6 | 1.2 | 2.3 | 3.4 | 13.4 |
| 1979-80   | 30   | Los Angeles Lakers  | NBA   | 82  |     | 29.2 | 4.5 | 9.3  | .489 | 0.0 | 0.0 | .000 | 1.5 | 2.1 | .740 | 1.7   | 5.1    | 6.9  | 1.8  | 0.7 | 0.8 | 2.1 | 3.3 | 10.6 |
| 1980-81   | 31   | Los Angeles Lakers  | NBA   | 82  |     | 31.2 | 4.6 | 9.2  | .503 | 0.0 | 0.0 | .000 | 1.5 | 2.4 | .653 | 2.2   | 5.8    | 8.0  | 1.9  | 0.5 | 1.2 | 1.9 | 4.0 | 10.8 |
| 1981-82   | 32   | Washington Bullets  | NBA   | 59  | 13  | 14.7 | 1.3 | 2.9  | .433 | 0.0 | 0.0 |      | 0.6 | 0.8 | .783 | 0.7   | 2.5    | 3.1  | 1.1  | 0.3 | 0.5 | 0.7 | 1.9 | 3.1  |
| Total     |      |                     | TOTAL | 788 | 13  | 30.0 | 5.3 | 11.2 | .478 | 0.0 | 0.0 | .000 | 1.8 | 2.6 | .680 | 2.2   | 6.0    | 8.2  | 1.6  | 0.6 | 1.1 | 2.1 | 3.3 | 12.5 |
|           |      |                     | NBA   | 623 | 13  | 30.7 | 5.3 | 11.3 | .468 | 0.0 | 0.0 | .000 | 1.8 | 2.5 | .704 | 2.3   | 6.1    | 8.3  | 1.7  | 0.5 | 1.0 | 1.9 | 3.2 | 12.3 |
|           |      |                     | ABA   | 165 |     | 27.5 | 5.6 | 10.8 | .521 | 0.0 | 0.0 | .000 | 1.8 | 3.0 | .604 | 2.0   | 5.4    | 7.5  | 1.3  | 0.7 | 1.6 | 2.5 | 3.9 | 13.1 |

### Playoffs
| Temporada | Edad | Equipo              | Liga  | P  | MIN  | TCA | TC  | 3PA | 3P | TLA | TL | R.OF. | REB | ASIS | ROB | TAP | PER | FP  | PTS | %TC  | %FT   | MIN  | PTS  | REB  | AST |
| 1972-73   | 23   | New York Nets       | ABA   | 5  | 74   | 8   | 23  | 0   | 0  | 4   | 8  | 4     | 27  | 5    |     |     | 5   | 8   | 20  | .348 | .500  | 14.8 | 4.0  | 5.4  | 1.0 |
| 1973-74   | 24   | Carolina Cougars    | ABA   | 4  | 96   | 21  | 47  | 0   | 0  | 4   | 8  | 6     | 24  | 3    | 2   | 4   | 3   | 17  | 46  | .447 | .500  | 24.0 | 11.5 | 6.0  | 0.8 |
| 1975-76   | 26   | Cleveland Cavaliers | NBA   | 7  | 242  | 47  | 114 |     |    | 11  | 18 | 14    | 50  | 6    | 1   | 6   |     | 23  | 105 | .412 | .611  | 34.6 | 15.0 | 7.1  | 0.9 |
| 1976-77   | 27   | Cleveland Cavaliers | NBA   | 3  | 99   | 16  | 27  |     |    | 7   | 7  | 11    | 31  | 3    | 0   | 1   |     | 9   | 39  | .593 | 1.000 | 33.0 | 13.0 | 10.3 | 1.0 |
| 1977-78   | 28   | Cleveland Cavaliers | NBA   | 2  | 82   | 13  | 27  |     |    | 4   | 8  | 3     | 15  | 7    | 2   | 1   | 4   | 7   | 30  | .481 | .500  | 41.0 | 15.0 | 7.5  | 3.5 |
| 1979-80   | 30   | Los Angeles Lakers  | NBA   | 16 | 439  | 48  | 118 | 0   | 0  | 23  | 34 | 32    | 104 | 28   | 8   | 6   | 32  | 60  | 119 | .407 | .676  | 27.4 | 7.4  | 6.5  | 1.8 |
| 1980-81   | 31   | Los Angeles Lakers  | NBA   | 3  | 67   | 10  | 17  | 0   | 0  | 4   | 8  | 6     | 17  | 1    | 1   | 4   | 3   | 9   | 24  | .588 | .500  | 22.3 | 8.0  | 5.7  | 0.3 |
| 1981-82   | 32   | Washington Bullets  | NBA   | 5  | 30   | 2   | 9   | 0   | 0  | 1   | 3  | 1     | 6   | 2    | 1   | 2   | 1   | 8   | 5   | .222 | .333  | 6.0  | 1.0  | 1.2  | 0.4 |
| Total     |      |                     | TOTAL | 45 | 1129 | 165 | 382 | 0   | 0  | 58  | 94 | 77    | 274 | 55   | 15  | 24  | 48  | 141 | 388 | .432 | .617  | 25.1 | 8.6  | 6.1  | 1.2 |
|           |      |                     | NBA   | 36 | 959  | 136 | 312 | 0   | 0  | 50  | 78 | 67    | 223 | 47   | 13  | 20  | 40  | 116 | 322 | .436 | .641  | 26.6 | 8.9  | 6.2  | 1.3 |
|           |      |                     | ABA   | 9  | 170  | 29  | 70  | 0   | 0  | 8   | 16 | 10    | 51  | 8    | 2   | 4   | 8   | 25  | 66  | .414 | .500  | 18.9 | 7.3  | 5.7  | 0.9 |